# Fuero del Trabajo
El Fuero del Trabajo (1938) es una de las ocho Leyes Fundamentales del franquismo, que fue aprobada el 9 de marzo de 1938 antes de la terminación de la Guerra Civil a instancias del ministro de Organización y Acción Sindical Pedro González-Bueno, en el primer gobierno de Franco. La redacción de la ley tomó como modelo a la Carta del Lavoro, promulgada en Italia por Edmondo Rossoni y el Gran Consejo Fascista italiano en abril de 1927.

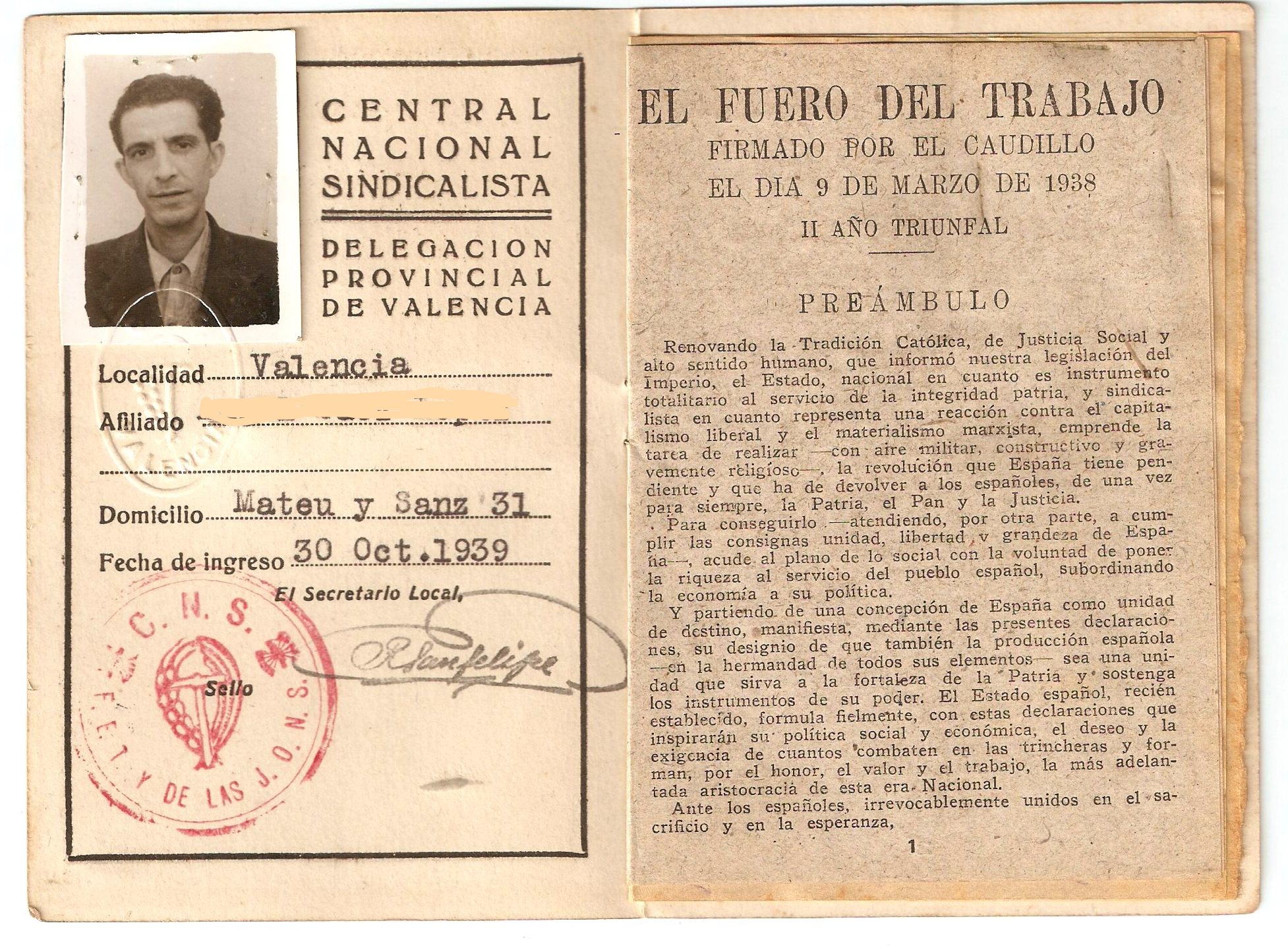
Carné de la Central Nacional Sindicalista, más tarde llamada Organización Sindical, sindicato vertical de la etapa franquista donde aparece el preámbulo del Fuero del Trabajo

Este texto es de inspiración falangista, movimiento político anterior al franquismo que tuvo cierta influencia en la cuestión laboral y los medios durante la guerra y la dictadura, y entre sus principales puntos se cuentan la prohibición de las huelgas, la regulación de la jornada laboral y del descanso, y la creación de la Magistratura del Trabajo y el Sindicato Vertical, sindicato único que agrupaba por igual a patronos y obreros (lo que en la práctica imposibilitaba los acuerdos), ambos subordinados a las decisiones del Estado. Fue parcialmente modificado en 1958 con la Ley de Convenios Colectivos, y siguió regulando las relaciones laborales en España hasta la creación del Estatuto de los Trabajadores, ya en la democracia.

## Derechos y deberes que el Fuero establece
Los derechos y deberes que el Fuero establece son los siguientes:

### Derecho y deber del trabajo
Considera el trabajo como la participación del hombre en la producción mediante el ejercicio voluntariamente prestado de sus facultades, tanto intelectuales como manuales, según la personal vocación, en orden al decoro y al mejor desarrollo de la economía nacional.
Siendo el trabajo un deber de todos los españoles no impedidos, resulta también  un derecho, título suficiente para exigir la asistencia y tutela del Estado:

"...El derecho al trabajo se estima consecuencia del deber impuesto al hombre por Dios para el cumplimiento de sus fines individuales y en función de la prosperidad y grandeza de la patria..."
Torcuato Fernández-Miranda, página 178.

### Derecho al descanso
El Estado garantiza el descanso dominical, vacaciones anuales retribuidas, asegurando la creación de las instituciones necesarias para asegurar el descanso de los trabajadores y su acceso al disfrute de los bienes de la cultura, la salud, el deporte, etc.

### Derecho a una retribución justa del trabajo
Se crea en España el concepto de salario mínimo: el suficiente para proporcionar al trabajador y su familia una vida moral y digna, estableciendo además el subsidio familiar. El Estado fija las bases mínimas para la ordenación del trabajo, con sujeción a las cuales se establecerán las relaciones entre trabajador y empresa.

"...El contenido primordial de dichas relaciones será tanto la prestación del trabajo y su remuneración como la ordenación de los elementos de la empresa, basada en la justicia, la recíproca lealtad y la subordinación de los valores económicos a los de orden humano y social..."
Torcuato Fernández-Miranda, página 179.

### Derecho al  subsidio familiar
La remuneración del trabajador estará en razón directa de su familia, y a estos efectos se establece un subsidio familiar.

### Derecho a la seguridad y continuidad  en el trabajo
Protección en el aspecto físico, es decir, previsión y seguridad ante posibles accidentes, considerando las condiciones de salubridad e higiene en el trabajo.
Protección contra despidos arbitrarios y también  contra el paro forzoso o desempleo.

### Derecho a la seguridad en el infortunio y a los seguros sociales
Mediante la previsión social proporcionará al trabajador la seguridad de su amparo ante el infortunio.
Concretamente mediante seguros sociales de vejez, invalidez, maternidad, accidentes de trabajo, enfermedades profesionales, tuberculosis y paro forzoso, tendiéndose a la implantación de un seguro total.
A los trabajadores ancianos se dotará de un retiro suficiente.

### Derecho al acceso a la propiedad
El Estado reconoce y ampara la propiedad privada como medio natural para el cumplimiento de las funciones familiares, individuales y sociales, y asume la tarea de multiplicar y hacer asequible a todos los españoles las formas de propiedad ligadas vitalmente a la persona humana: el hogar familiar, la heredad de la tierra y los instrumentos o bienes de trabajo para uso cotidiano.

### Deber de la lealtad y solidaridad en el trabajo y en la producción
El trabajo tiene, además de su carácter individual o familiar, una función social. Íntimamente relacionado con la prosperidad  constituye un deber de solidaridad basado en las obligaciones recíprocas que del trabajo nacen.

## Leyes complementarias
Para afianzar la doctrina del Fuero se aprobaron dos leyes durante los años siguientes a su publicación, la Ley de Unidad Sindical y la Ley de Bases de la Organización Sindical.
La Ley de Unidad Sindical fue publicada el 26 de enero de 1940, y se centra en sentar las bases del Sindicato Vertical, así como delimitando y definiendo los agentes sociales del sistema de producción. Esta ley también reconocía la Central Nacional Sindicalista como el único organismo autorizado a realizar la actividad sindical.
La Ley de Bases de la Organización Sindical de 6 de diciembre de 1940, tuvo un carácter más administrativo, y estaba centrada en la configuración del Sindicato a nivel nacional y provincial. También definía la estructura jerárquica del sindicato y su función de generar unidad y cooperación.

## Significación política del Fuero
El Fuero del Trabajo marcó una intención de disuadir el enfrentamiento social por temas laborales, aumentando el control y la represión, bajo una perspectiva sociopolítica antiliberal y antimarxista. Según el documento, el trabajo y la productividad son un deber, así como un derecho defendido por el mismo Estado.
En cuanto a la situación de la mujer el Fuero defendía el derecho de la mujer a trabajar, aunque prohibía el trabajo nocturno de las mujeres solteras (y de los niños) y cualquier trabajo de las mujeres casadas, relegando a la mujer al ámbito del hogar y del cuidado de la familia. Por otro lado marcaba diferencias salariales y educativas entre los hombres y las mujeres, ampliando la brecha de género y su dependencia económica del hombre. Este marco legislativo sobre el papel de las mujeres en el ámbito laboral fue ampliado sucesivamente en las Reglamentaciones de Trabajo de 1942, la Ley de Contratos de Trabajo de 1944, la del Fuero de los Españoles de 1945 y otras medidas aplicadas en 1958.
Por otro lado señala también la subordinación de la economía al interés nacional, y el reconocimiento a la iniciativa privada y a su carácter subsidiario del Estado en materia de producción.
Desde el punto de vista del derecho constitucional  constituye la parte dogmática, en la que se  formula una declaración de principios rectores, el reconocimiento de derechos y deberes y, en general, todo lo que tiene un carácter enunciativo y director:

"...Así, pues, es claro el carácter dogmático de ambos Fueros. La significación política del que ahora estudiamos, el Fuero del Trabajo, ha de entenderse en función del fin del Estado, en la esfera de la realización de la justicia social y en el establecimiento de los principios rectores en dicha materia, así como en la consagración de los derechos y deberes de los españoles en el ámbito de la política social..."
Torcuato Fernández Miranda, páginas 180-181.